# Epigeneium
Genre
Classification phylogénétique
Les Epigeneium forment un genre de la famille des orchidées (Orchidaceae) comprenant 35 espèces originaires d'Inde, de Chine, de l'Asie du Sud-Est, d'Indonésie et des Philippines.

## Principales espèces
- Epigeneium acuminatum
- Epigeneium amplum
- Epigeneium arjunoense
- Epigeneium cacuminis (Gagnep.) Summerh.
- Epigeneium chapaense
- Epigeneium clemensiae
- Epigeneium coelogyne
- Epigeneium cymbidioides
- Epigeneium delacourtii
- Epigeneium elongatum
- Epigeneium exilifolium
- Epigeneium fargesii
- Epigeneium fuscescens
- Epigeneium gracilipes
- Epigeneium kinabaluense
- Epigeneium langbianense
- Epigeneium longipes
- Epigeneium lyonii
- Epigeneium nakaharaei
- Epigeneium navicularis
- Epigeneium pulchellum
- Epigeneium radicosum
- Epigeneium rotundatum
- Epigeneium sansiense
- Epigeneium simplex
- Epigeneium speculum
- Epigeneium suberectum
- Epigeneium treutleri
- Epigeneium triflorum
- Epigeneium uncipes
- Epigeneium verruciferum
- Epigeneium wichersii
- Epigeneium yunnanense
- Epigeneium zebrinum